# 12 Wołyński Batalion Strzelców
12  Wołyński Batalion Strzelców (12 bs) – pododdział piechoty Polskich Sił Zbrojnych.

## Działania batalionu
Wchodził w skład 4 Wołyńskiej Brygady Piechoty. Po zakończeniu walk, będąc w składzie wojsk okupacyjnych, na przełomie lipca i sierpnia 1945 batalion wyznaczony został do pełnienia służby wartowniczej. Wszedł w skład Zgrupowania Brygadowego „Wołyń” Grupy „Straż” (Polish Guarg Group).  Chronił obóz jeńców nr 15. Obsada jednej zmiany wynosiła 150 żołnierzy. W lutym 1946 ochraniał obiekty wojskowe i komunikacyjne w rejonie Montanara.

## Organizacja batalionu
- dowództwo batalionu: 5 oficerów, 54 szeregowych

- kompania dowodzenia (plutony: łączności, techniczno-gospodarczy) 5 oficerów, 91 szeregowych
- kompania wsparcia (plutony: rozpoznawczy, moździerzy, pionierów, ckm, oddział/pluton ppanc.) 7 oficerów, 184 szeregowych
- 4 kompanie strzelców x 5 oficerów, 120 szeregowych

Łącznie 37 oficerów i 809 szeregowych

## Żołnierze batalionu
Dowódcy batalionu
- mjr Antoni Bieganowski[6](12 X 1944 - 31 III 1945)
- mjr dypl. Stanisław Kramar (31 III - 4 XII 1945[7])
- mjr dypl. Franciszek Wysłouch (4 XII 1945 - 1947[7])

Zastępcy dowódcy batalionu
- kpt. dypl. Władysław Lisek[6] (12 X 1944 - 7 III 1945)
- kpt. Leonard Stanisław Królak (od 26 III 1945[8])

## Odznaka pamiątkowa
Odznaka w kształcie kielicha kwiatu azalii przebitego bagnetem. Ostrze bagnetu skierowane ku górze. Na dole po prawej stronie rękojeści bagnetu liczba 12, oznaczająca numer batalionu. Kwiat azalii złocony, bagnet srebrzony. Fragmenty złocone i srebrzone; wymiary: 38 x 18 mm. Nakładana na patki koloru granatowego z żółtą wypustką.
Wykonywane w firmie: F. M. Lorioli, Milano – Roma. Zatwierdzone rozkazem dowódcy 2 Korpusu Nr 96, pkt. 563, z 27 sierpnia 1946.